# أتيكورا
أتيكورا (الاسم العلمي: Atticora)، جنس طيور من الجواثم التي تتبع فصيلة السنونو. أنواعه اثنان، أعطانها في أمريكا الجنوبية.